# 木坑竹海
木坑竹海是安徽省黄山市黟县的一个景区，位于宏村镇境内，距离宏村4公里，塔川村2公里，在黄山至宏村旅游线上，靠近宏村隧道口。木坑以竹海而著名，郁郁葱葱。2001年电影《卧虎藏龙》曾经在此取景。